# 근친혼
근친혼(近親婚, 영어: consanguineous marriage) 또는 사촌혼(四寸婚, 영어: cousin marriage)은 혼인의 상대가 친가, 외가 모두 가까운 친척으로 근친(近親) 혈족이거나, 재혼의 상대가 전(前) 배우자의 근친인 혼인을 말한다.
한국에서는 삼국 시대에 신라의 왕실이나 귀족층에서 골품제도의 유지와 왕권 강화를 위한 근친혼이 성행하였다. 태종무열왕 김춘추는 진지왕의 아들인 김용춘과 진평왕의 딸인 천명공주 사이에서 태어났는데, 진지왕이 진평왕의 삼촌이므로 용춘은 천명공주의 5촌당숙이었다. 진성여왕은 자신의 숙부인 김위홍과 혼인했으며, 김춘추는 김유신의 누이인 문희, 보희와 혼인했는데 문희의 딸인 지소는 삼촌인 김유신에게 시집을 갔고, 김유신의 딸 신광은 고모인 문희의 아들 문무왕에게 시집을 갔다. 헌덕왕은 숙부의 딸과 사촌끼리 결혼하였다. 고려 초에도 왕실의 동성 근친혼이 성행하여 이복남매 간의 결혼까지도 행해졌다. 고려 중엽부터 유학의 영향으로 근친혈족 간의 혼인이 규제되기 시작해 고려 말에는 왕실 내의 근친혼풍습이 사라졌다. 유교이념을 기초로 건국된 조선 시대에는 성(姓)과 본(本)이 같은 사람 사이의 혼인이 철저하게 금지되었고, 모계혈족도 6촌까지 혼인이 금지되었다.
세계적으로도 귀족들에겐 보편적인 현상이었다. 고대에도 근친의 위험성을 대충 알고 있어서 사람들이 근친을 피하려고 했다. 그래서 아무하고나 결혼하는 평민들은 근친을 잘 하지 않았으나 수준을 맞춰서 결혼하는 귀족들은 그렇게 할 수가 없었다. 따라서 귀족들에겐 근친 문화의 발달이 자연스러운 결과가 될 수 있었다. 그러나 귀족들도 가능하면 근친을 피하려고 했으며 자신들과 거리가 먼 귀족들과 어떤 방식으로든 맺어지기도 했다.
현재는 2005년 3월 31일에 개정된 민법에 따라 동성동본 여부를 불문하고 8촌 이내의 혈족 사이에서 혼인을 금지하고 있다.

## 목적
- 집안의 재산, 지위 등의 분산 방지
- 상속자로 인한 다른 집안 출신의 사위나 며느리 등에게 분산 방지
- 권력 기반 강화

## 사례

### 한국의 근친혼

#### 신라의 근친혼
- 김유신과 김춘추는 촌수 관계가 상당히 애매하다.  여동생 김문희는 김춘추에게 시집갔는데 그 둘 사이에서 태어난 딸인 지소부인이 김유신과 결혼해 김유신 부부는 외삼촌과 조카딸간이 된다. 결과적으로 김유신은 김춘추의 처남 겸 사위이며 김춘추는 김유신의 매제 겸 장인이다.

#### 고려의 근친혼
- 고려 태조의 자녀들
  - 고려 광종과 대목왕후 : 광종은 태조의 제3왕비 신명순성왕후의 셋째 아들이자 태조의 다섯째 아들이며, 대목왕후는 제4왕비 신정왕후 황보씨의 딸이다. 이복 오빠와 이복 여동생간이 된다.
  - 문원왕과 문혜왕후 : 문원왕은 태조의 제3왕비 신명순성왕후의 넷째 아들이자 태자 태, 고려정종, 광종의 친동생이다. 그는 태조의 제6왕비 정덕왕후 유씨의 딸 문혜왕후와 결혼했다. 역시 이복 남매간이 된다.
  - 고려 대종과 선의왕후 : 대종은 태조의 제4왕비 신정왕후 황보씨의 아들이고, 선의왕후는 태조의 제6왕비 정덕왕후 유씨의 딸이며 문혜왕후의 여동생이다. 역시 이복 남매간이 된다.
  - 고려 광종과 경화궁부인 : 고려 혜종은 태조 왕건의 제2왕비 장화왕후 오씨의 아들이었지만 병약하였다. 혜종은 자신의 아들 흥화군의 장래를 생각하여 이복 동생이자 제3왕비 신명순성왕후의 셋째 아들이고, 자신의 네번째 이복동생 광종에게 경화궁부인을 시집보냈다. 경화궁부인과 광종은 이복 삼촌과 조카딸이 되고, 혜종과 광종은 이복 형이자 장인, 이복 동생이자 사위가 된다.

- 고려 태조의 손자, 손녀들
  - 천추전군과 천추전부인 : 천추전군은 태조의 아들 문원왕과 문혜왕후의 아들로, 천추전군의 부모는 각각 아버지이면서 이복 외삼촌이자 어머니이면서 이복 고모가 된다. 천추전부인은 태조의 제3왕비 소생 신명순성왕후의 아들 광종과 제4왕비 신정왕후 황보씨의 딸 대목왕후의 딸로, 친삼촌의 딸이자 친백부의 아들이며, 이복 외삼촌의 아들이자 이복 고모의 딸이 된다.
  - 고려 성종과 문덕왕후 : 문덕왕후는 태조의 손녀이며 고려 광종과 대목왕후의 딸이고, 성종은 태조의 4왕비 신정왕후 소생 아들 대종의 아들이다. 성종과 문덕왕후는 이복 삼촌의 아들이자 이복 백부의 딸이 된다. 또한 고모 겸 이복큰어머니의 딸이자 친외삼촌 겸 이복 친삼촌의 아들이 된다. 문덕왕후는 태조의 서자이자 후궁 헌목대부인 평씨의 아들 수명태자의 아들 홍덕원군 규에게 시집가서 딸을 얻었지만, 성종과 재혼하였다. 태조 왕건에게는 다른 수십명의 아들들이 있었으므로 성종은 자신의 이복 백부이자 고모부이며, 친누이들의 시아버지라는 점 외에 광종의 딸과 결혼하여 자신이 광종의 사위라는 자격을 취득함으로써 정통성을 더 강화할 수 있었다.
  - 고려 경종과 헌숙왕후 : 경종은 태조의 3왕비 신명순성왕후의 아들 광종의 아들이고, 헌숙왕후는 태조와 신명순성왕후의 딸 낙랑공주와 경순왕의 딸이다. 경종과 헌숙왕후는 서로 친고모의 딸이자 친외삼촌의 아들이 된다.
  - 고려 경종과 헌애왕후, 헌정왕후 : 경종은 태조의 3왕비 신명순성왕후의 아들 광종과 제4왕비 신정왕후 황보씨의 딸 대목왕후의 아들이고, 헌애왕후, 헌정왕후는 태조의 제4왕비 신정왕후 황보씨의 아들 대종과 제6왕비 정덕왕후 유씨의 딸 선의왕후의 딸이다. 경종과 헌애왕후, 헌정왕후는 각각 이복 큰아버지의 아들이자 이복 삼촌의 딸들이고, 대목왕후가 대종과 친누이간이므로 고모의 아들이자 외삼촌의 딸들도 된다. 헌정왕후 소생 고려 목종에게는 경종이 아버지이자 이모할머니의 아들이 되고, 어머니 헌정왕후는 어머니이자 친할머니의 조카딸이 된다.

- 태조의 증손
  - 고려 목종과 선정왕후 : 고려 목종은 태조의 증손이자 광종의 손자이며 경종의 아들이다. 선정왕후는 태조의 후궁 헌목대부인 평씨의 아들 수명태자의 손녀이자 홍덕원군 규의 딸이다. 선정왕후에게는 어머니의 재혼한 양아버지 고려 성종이, 부계로는 광종의 조카로 이복 5촌아저씨이자 친할머니 대목왕후의 친정 조카가 된다. 선정왕후는 태조의 왕자 수명태자의 손녀이고, 목종은 광종의 손자이므로 6촌간이 된다.

- 기타

고려 현종의 넷째 아들 정간왕은 덕종, 정종, 문종의 동생이었지만 왕위를 계승하지 못하고 문종보다 먼저 사망한다. 문종은 동생 왕기를 평양공에서 정간왕으로 승진시킴과 동시에 자신의 후손들 중 부마나 비빈, 혹은 문종 자신의 직계 후손들과 정간왕 왕기의 후손들간의 근친혼을 주선했다.

### 오스트리아 합스부르크 왕가의 근친혼
결혼을 통해 아라곤과 카스티야가 합쳐진 스페인 왕국의 계승권 및 혼인으로 각지의 계승권을 확보했던 합스부르크 왕가는 도리어 자신들의 계승권이 분산되지 않게 하기 위해 정략혼 목적으로 삼촌-조카, 외삼촌-외조카, 사촌 남매간의 근친혼을 정책적으로 추진해나갔다.

### 영국의 근친혼

#### 장미전쟁 당시 요크 왕가의 근친혼
플랜타지넷 왕가의 에드워드 3세의 아들 중 흑태자 에드워드의 맏아들 리처드 2세가 에드워드 3세의 셋째 아들 존 오브 곤트의 아들 헨리 4세에게 폐위당하고, 에드워드 흑태자의 다른 자손들과 함께 살해되었다. 둘째 아들 라이오넬 앤트워프는 딸 필리파만 두고 38세의 나이로 아버지보다 먼저 죽었다. 살아남은 자손은 셋째 존과 넷째 에드먼드의 후손들이었다.
한편 요크 공작가문을 형성한 에드워드 3세의 넷째 아들 랭글리의 에드먼드의 손자 리처드가 왕위 계승권을 주장했다. 존 오브 곤트는 에드워드 3세의 셋째 아들이었고, 랭글리의 에드먼드는 넷째 아들로 존 오브 곤트의 후손들에게 왕위 계승권이 우선적이었다. 그러나 랭글리의 에드먼드의 둘째 아들인 코니스버프의 리처드는 본부인 모드 크리포드(Maud Clifford)가 죽자 앤 모티머와 결혼했다. 앤 모티머는 마치 백작 로저 4세의 딸이었는데, 마치 백작 로저 4세는 에드워드 3세의 둘째아들 라이오넬 앤트워프의 유일한 무남독녀 딸 필리파와 에드먼드 모티머의 아들이었다. 로저 4세의 아들로 할아버지와 동명이인인 에드먼드 모티머가 자식이 없이 사망하자, 상속권은 에드먼드 모티머의 누이 앤 모티머에게로 넘어갔다.
코니스버프의 리처드는 자신의 사촌누나 필리파의 친손녀딸과 결혼했고, 앤 모티머에게는 친할머니의 사촌 남동생이 된다. 요크 공작 리처드는 자신이 에드워드 3세의 둘째 아들 라이오넬 앤트워프의 외증손녀의 아들임을 들어 에드워드 3세의 셋째 아들 존 오브 곤트의 후손인 헨리 5세를 상대로 왕위를 요구했다.

#### 랭커스터 가문의 또다른 정통성 주장
랭커스터 왕가의 창시자이자 헨리 5세의 아버지 헨리 4세는 에드워드 3세의 셋째 아들 존 오브 곤트의 아들이다. 하지만 헨리 4세의 모계로는 헨리 3세로 거슬러 올라간다.
헨리 5세는 자신이 에드워드 3세의 증손인 것 외에 랭커스터공작가문을 창시한 곱사등이 에드먼드를 언급한다. 곱사등이 에드먼드는 헨리 3세의 아들로 랭커스터 백작 작위를 넘겨받았다. 에드먼드의 큰아들 토마스와 둘째 아들 헨리, 핸리의 아들이자 백작에서 공작으로 승진한 헨리 글로스몬트로 작위가 계승되었고, 헨리 그로스몬트의 딸이 랭커스터의 블랑슈였다. 존 오브 곤트와 랭커스터의 블랑슈는 8촌 남매간인데, 존은 헨리 3세의 아들 에드워드 1세의 증손자로, 에드워드 1세-에드워드 2세-에드워드 3세-존으로 이어졌으며, 블랑슈는 헨리 3세의 다른 아들 곱사등이 에드먼드의 증손녀로 헨리 3세-곱사등이 에드먼드-헨리-헨리 그로스몬트-블랑슈로 이어졌다. 헨리 5세는 자신의 정통성을 강화하기 위해 모계로도 선왕의 후손임을 내세웠다.

#### 랭커스터 공작 존과 요크 공작 에드먼드의 결혼관계
랭커스터 공작 존은 캐서린 스윈포드에게서 자녀를 두었는데 정식 결혼을 할 수 없어서 캐서린의 자녀들에게 뷰포트 백작령을 따로 신설해서 자녀들에게 물려주었다. 딸 조앤 뷰포트의 딸 시실리 네빌이 다시 요크 공작 리처드와 결혼한다. 요크 공작 리처드는 에드워드 3세-랭글리의 에드먼드-코니스버리의 리처드-리처드로 이어졌고, 시실리 네빌은 에드워드 3세-존 오브 곤트-딸 조앤 뷰포트-시실리 네빌로 이어졌다. 리처드와 시실리 네빌은 6촌오빠와 6촌여동생간으로 손아래 종조부의 손자이자 손위 종조부의 손녀가 된다.
요크 공작 리처드는 모계로는 에드워드 3세-라이오넬 앤트워프-필리파-로저 4세 모티머-앤 모티머-리처드 3세로, 시실리 네빌의 외할아버지 존 오브 곤트는 라이오넬 앤트워프의 동생이 된다. 모계로는 리처드와 시실리 네빌은 외외고조부의 동생의 손녀이자 손위 종조부의 외외4대손이 된다. 시어머니가 되는 앤 모티머가 오히려 20년 연상이지만, 시실리 네빌에게 조카딸이 된다. 리처드와 시실리 네빌은 6촌 오빠이자 종조부의 외외4대손이며, 6촌 여동생이면서 동시에 할머니뻘 되는 친척이 된다.

#### 앤 네빌
에드워드 3세의 셋째 아들 랭커스터 공작 존 오브 곤트는 캐서린 스윈포드라는 내연녀가 있었고, 존 오브 곤트는 그에게서 얻은 자녀들에게 뷰포트 백작 작위를 신설해서 물려주었다. 존 오브 곤트의 딸 조앤 뷰포트는 웨스트모럴란드의 백작 랄프 네빌에게 시집갔는데, 그의 아들 솔즈베리 백작 리처드 네빌의 손녀이자 워른위크 백작 리처드 네빌 2세의 딸이 앤 네빌이다. 앤 네빌은 에드워드 드 웨스트민스터와 결혼했다. 에드워드 웨스트민스터는 존 오브 곤트-헨리 4세-헨리 5세-헨리 6세-에드워드 웨스트민스터로 이어졌고, 앤 네빌은 존 오브 곤트-딸 조앤 뷰포트-리처드 네빌-리처드 네빌 2세-앤 네빌로, 서로 증대고모의 증손녀딸이자 증외종증조부의 증손자로서 서로 8촌간이 된다. 그러나 에드워드 웨스트민스터는 요크 가문의 에드워드 4세와 싸우다가 전사한다.
앤 네빌은 다시 리처드 3세와 재혼한다. 앤 네빌의 어머니 뷰챔프의 앤은 이사벨 디스펜서의 딸로, 요크 공작 랭글리의 에드먼드의 외손녀딸이 된다. 리처드 3세는 랭글리의 에드먼드-코니스버프의 리처드-요크 공작 리처드-리처드 3세로 이어졌고, 앤 네빌은 랭글리의 에드먼드-딸 콘스탄스-딸 이사벨 디스펜서-뷰챔프의 앤-앤 네빌로서, 리처드 3세에게는 대고모의 외외증손녀딸이 되고, 앤 네빌에게는 증외종증조부의 손자가 되며 서로 9촌 아저씨와 9촌 조카딸 간이 된다.
앤 네빌과 리처드 3세는 다시 리처드 3세의 어머니 시실리 네빌이 랄프 네빌과 조앤 뷰포트의 딸로, 랭커스터 공작 존 오브 곤트는 외할머니의 친정아버지, 외외증조부가 된다. 리처드 3세는 어머니 쪽으로 존 오브 곤트-딸 조앤 뷰포트-딸 시실리 네빌-리처드 3세로 이어졌고, 앤 네빌은 존 오브 곤트-딸 조앤 뷰포트-리처드 네빌-리처드 네빌 2세-앤 네빌로, 앤 네빌의 할아버지 리처드 네빌과 리처드 3세의 어머니 시실리 네빌은 친오빠와 여동생이었다. 리처드 3세와 앤 네빌은 외삼촌의 친손녀딸이자 대고모의 아들이 된다. 리처드 3세에게 앤 네빌은 외삼촌 리처드 네빌의 친손녀딸이자 대고모 콘스탄스의 외외증손녀이며, 앤 네빌에게 리처드 3세는 증외종조부 코니스버프의 리처드의 손자이자 대고모 시실리 네빌의 아들이 된다.

#### 빅토리아 여왕의 근친혼
빅토리아 여왕과 그의 남편 작센코부르크고타의 앨버트는 서로 동갑내기 고종사촌누나이자 외사촌 남동생이 된다.
빅토리아 여왕의 어머니 작센코부르크고타의 빅토리아는 작센코부르크고타의 프란츠와 루세-에베르스도르프의 아우구스타의 딸이고, 작센코부르크고타의 앨버트의 아버지 작센코부르크고타 공 에른스트 1세는 작센코부르크고타의 프란츠와 루세-에베르스도르프의 아우구스타의 아들이다. 빅토리아 여왕은 외삼촌의 아들과, 작센코부르크고타의 앨버트는 고모의 딸이 된다.

#### 트리스탄다쿠냐 제도의 근친혼
트리스탄다쿠냐 제도는 21세기에도 여전히 근친혼을 하고 있는데 트리스탄다큐냐 제도가 다른 지역과 3,000km 정도에 달하는 매우 멀리 이격된 데다가 주민 숫자도 고작 300명 정도에 불과해서 완전히 고립된 생활을 한다. 이 때문에 근친혼이 잦으며 이로 인해 녹내장과 천식이 발병해서 문제가 되고 있다.

### 독일 호엔촐레른 왕가의 근친혼
호엔촐레른 왕가는 합스부르크 왕가와 달리 친삼촌-조카, 외삼촌-조카간의 결혼은 되도록 피하고 한 세대나 두 세대 걸러서 근친혼을 하였다. 합스부르크 왕가가 유럽 각국과 결혼을 통해 결혼동맹을 형성함과 동시에 상속권을 획득하자, 유산 분할을 두려워한 호엔촐레른 가문 역시 근친혼을 시도한다.

#### 프로이센 공작령
호엔촐레른 왕가의 뉘른베르크 변경백 계열은 1415년 프리드리히 6세가 브란덴부르크백작 겸 선제후의 직위를 받았다. 프리드리히 6세의 손자이자 프리드리히 2세의 아들 알브레히트 3세 아킬레스의 아들 프리드리히 2세 폰 브란덴부르크안스바흐쿨름바흐는 바이에른 내의 호엔촐레른 가의 영지인 안스바흐 백작령과 작위를 물려받았다. 그러나 프리드리히 2세 폰 브란덴부르크안스바흐쿨름바흐의 가계는 그의 아들 카슈미르의 아들 알브레히트 2세 알키비아데스와 게오르크의 아들 게오르크 프리드리히의 대에 단절된다.
프리드리히 2세 폰 브란덴부르크안스바흐쿨름바흐의 아들 중 유일하게 영지를 받지 못하고 가톨릭 수도사가 되었던 알브레히트 프로이센은 튜튼 기사단의 단장이었지만 외삼촌 폴란드의 군주 카지미에시 4세로부터 폴란드 서부 지역의 영토를 일부 분봉받고, 자신이 다스리던 튜튼 기사단의 영지를 세속 공작령으로 바꾸고 초대 프로이센 공국의 공작에 오른다. 그러나 본처 사후 알브레히트 프로이센은 자신의 사촌형의 손녀 딸과 재혼한다. 안나 마리아는 알브레히트의 5촌 조카 엘리자베스의 딸이자 6년 연상인 친사촌형 요아힘 1세 네스토르의 손녀딸이었다. 안나 마리아의 부모 역시 근친혼이었는데, 안나 마리아의 친정아버지 브룬스위크-르네부르크의 에릭 1세는 알브레히트의 증조부 선제후 프리드리히 1세의 딸이자 대고모인 세실의 친손자였다. 장인 에릭은 알브레히트에게는 6촌 형이 된다.
에릭은 브란덴부르크의 엘리자베스와 결혼한다. 에릭은 자기 친할머니 세실의 남동생인 외종조부 알브레히트 3세 아킬레스의 아들 요한 키케로의 손녀이자, 요아힘 1세 네스토르의 딸과 결혼한다. 세실의 손자인 에릭과 세실의 남동생 알브레히트 3세 아킬레스의 증손녀인 엘리자베스는 7촌 숙질간이 된다. 장모가 되는 엘리자베스는 알브레히트의 4촌 형 요아힘 1세 네스토르의 딸로 알브레히트보다 20살 연하인 5촌 조카딸이 된이다.
여러 자녀들이 일찍 죽어서 아들 후계자가 없던 알브레히트 프로이센은 자신의 사촌 형의 손녀이자 6촌 형의 딸과 재혼하여 아들 알베르트 프리드리히를 얻었다. 알브레히트 프로이센의 장인 장모 역시 근친혼으로, 장인인 에릭은 알브레히트의 6촌 형이 되고 장모 엘리자베스는 5촌 조카딸이 되며, 사촌형인 요아힘 1세 네스토르는 처외조부가 된다.
알브레히트 3세 아킬레스에게서 브란덴부르크백작 겸 선제후직을 상속받은 요한 키케로의 계열 외에 안스바흐 변경백작직을 물려받은 이복동생 프리드리히 2세 폰 브란덴부르크안스바흐쿨름바흐의 가계가 창설된다. 프리드리히 2세 폰 브란덴부르크안스바흐쿨름바흐의 아들 카슈미르의 가계는 일찍 단절되는데, 그 결과 쿨름바흐 영지는 알브레히트 3세 알키비아데스의 사촌동생이자 게오르크의 아들 게오르크 프리드리히에게로 넘어간다.
알브레히트 프로이센의 아들 알베르트 프리드리히는 아들 둘은 일찍 요절했고, 딸만 다섯 명이 성인이 될 때까지 살아남았다.
알브레히트 프로이센은 큰딸 안나 프로이센을 요한 지기스문트, 브란덴부르크 선제후에게 시집보냈다. 안나는 알브레히트 3세 아킬레스의 아들 프리드리히의 손자로 알브레히트 3세 아킬레스-프리드리히-알브레히트 프로이센-알브레히트 프리드리히-안나로 이어졌고, 맏사위 요한 지기스문트는 알브레히트 3세 아킬레스-요한 키케로-요하힘 1세 네스토르-요하힘 2세 헥토르-요한 게오르크-요아힘 3세 프리드리히-요한 지기스문트로, 요한 지기스문트의 할아버지 요한 게오르크가 안나에게 8촌 오빠뻘이 된다.
알베르트 프리드리히의 둘째 딸 마리아는 호엔촐레른-바이로이트의 후작 크리스티안 폰 호엔촐레른-바이로이트와 결혼했다. 크리스티안 폰 호엔촐레른-바이로이트는 요한 게오르크의 아들이자 요아힘 3세 프리드리히의 동생이다. 장녀 안나의 남편 요한 지기스문트는 둘째 사위 크리스티안 폰 호엔촐레른-바이로이트의 조카가 된다. 조카가 손윗 동서가 된다. 둘째 사위 크리스티안 폰 호엔촐레른-바이로이트의 아버지 요한 게오르크가 마리아에게 8촌 오빠뻘이 되므로, 크리스티안은 마리아에게 부계로 9촌 조카가 된다.
다섯째 딸 엘리노어는 요아힘 프리드리히의 후처가 되었는데, 다섯째 딸 엘리노어는 큰딸 안나의 시아버지의 후처이자 둘째 딸 마리아의 손윗 시동서가 된다. 안나와 엘리노어는 친정 언니-동생이자 며느리-시 계모가 된다.

### 작센고타-알텐부르크 공작 가문의 근친혼
독일 작센 공작령에서 떨어진 분국인 작센고타-알텐부르크 공작가문에서도 근친혼이 있었다.
작센-메릴링겐의 공작 에른스트 루트비히 1세는 작센고타-알텐부르크의 도로테아 마리아와 결혼하였다. 에른스트 루트비히 1세는 작센고타-알텐부르그 공작 에른스트 1세의 여섯째 아들 작센-메릴링겐 공작 베른하르트 1세의 아들이고, 작센고타-알텐부르크의 도로테아 마리아는 에른스트 1세의 넷째 아들 프리드리히 1세의 딸이다. 에른스트 루트비히 1세와 작센고타-알텐부르크의 도로테아 마리아는 서로 사촌오빠, 사촌여동생간이 된다.
작센-메릴링겐의 공작 에른스트 루트비히 1세와 작센고타-알텐부르크의 도로테아 마리아의 딸 작센-메릴링겐의 루이제 도로테아는 작은할아버지 겸 외할아버지의 손자인 프리드리히 3세와 결혼한다. 루이제 도로테아와 도로테아 마리아는 서로 친정어머니 겸 5촌 당고모이며, 친딸이자 5촌 조카딸이 된다. 또한 도로테아 마리아와 그 사위 프리드리히 3세는 장모사위간이면서 고모 조카간이 된다.
작센고타-알텐부르크 공작 프리드리히 3세는 작센-메릴링겐의 루이제 도로테아와 결혼했다. 작센-메릴링겐의 루이제 도로테아는 작센고타-알텐부르그 공작 에른스트 1세의 여섯째 아들 작센-메릴링겐 공작 베른하르트 1세의 손녀이자 에른스트 루트비히 1세의 딸이고, 프리드리히 3세는 작센고타-알텐부르그 공작 에른스트 1세의 넷째 아들 프리드리히 1세의 손자이고 프리드리히 2세의 아들이다. 프리드리히 3세와 작센-메릴링겐의 루이제 도로테아는 서로 6촌 남매간이 된다.
작센-메릴링겐의 루이제 도로테아의 친정어머니 작센고타-알텐부르크의 마리아는 다시 프리드리히 1세의 딸이 된다. 작센-메릴링겐의 루이제 도로테아는 외삼촌 겸 친5촌 당숙의 아들과 작센고타-알텐부르크 공작 프리드리히 3세는 고모의 딸과 결혼한 것이 된다. 프리드리히 3세에게 부인 작센-메릴링겐의 루이제 도로테아는 친할아버지의 외손녀이자 작은할아버지의 친손녀딸이 된다.
작센고타-알텐부르크 공작 프리드리히 3세과 작센-메릴링겐의 루이제 도로테아의 아들 에른스트 2세는 작센-메릴링겐의 샤를로테와 결혼했다. 작센-메릴링겐의 샤를로테는 작센-메릴링겐의 안톤 울리히의 딸로 안톤 울리히는 작센-메릴링겐 공작 베른하르트 1세의 아들이다. 에른스트 2세와 작센-메릴링겐의 샤를로테는 서로 7촌조카와 7촌 고모가 된다.
동시에 작센-메릴링겐의 샤를로테는 시아버지 프리드리히 3세는 6촌 오빠가 되고, 시어머니 작센-메릴링겐의 루이제 도로테아는 사촌 언니가 되는데, 시어머니 도로테아의 아버지 에른스트 루트비히 1세와 샤를로테의 아버지 안톤 울리히는 형제간으로 시어머니와 며느리이면서 동시에 큰아버지의 딸, 작은아버지의 딸이 된다. 동시에 도로테아는 샤를로테의 시어머니이자 친사촌언니이면서 작은할아버지의 외손녀가 된다. 샤를로테는 도로테아에게 친사촌여동생이면서 외종조부의 손녀딸이 된다. 도로테아는 친삼촌이자 외당숙의 딸을 며느리로 삼은 것이 된다.

### 프랑스 카페 왕가의 근친혼
프랑스의 카페 왕조는 후반부로 갈 수록 딸의 생존율은 높아졌으나 남자 후계자가 드물어졌다. 따라서 상속권 분할을 막고자 근친혼이 시도되었다.
필리프 3세 드 나바르는 필리프 3세의 아들 루이 10세 드 에브뢰의 아들로, 필리프 3세 드 나바르의 왕비 잔느 2세 드 나바르는 프랑스의 왕 루이 10세의 딸로, 필리프 4세의 손녀이자 필리프 3세의 증손녀이다. 5촌 아저씨와 5촌 조카딸이 된다. 필리프 3세 드 나바르와 잔느 2세 드 나바르의 딸 블랑슈 드 나바르는 필리프 6세와 결혼했다. 필리프 3세의 아들 발루아백작 샤를 드 발루아의 아들 필리프 6세는 배다른 삼촌 루이 10세 드 에브뢰의 아들 필리프 3세 드 나바르의 딸 블랑슈 드 나바르와 결혼했다. 필리프 6세는 나바라의 군주 필리프 3세 드 나바르의 사촌 형이고, 블랑슈 드 나바르에게는 5촌 아저씨가 된다.
필리프 6세의 장모 잔느 2세 드 나바르는 필리프 3세의 증손녀이자 루이 10세의 딸이며, 필리프 6세의 아버지 발루아 백작 샤를은 프랑스 국왕 필리프 3세의 아들이므로 장모인 잔느 2세 드 나바르 역시 5촌 조카가 된다.
블랑슈 드 나바르는 루이 10세의 외손녀이자 필리프 4세의 외증손녀로, 샤를 드 발루아는 아버지쪽으로는 할아버지 루이 10세 드 에브뢰의 형으로 종조부가 되고, 어머니 잔느 2세 드 나바르 쪽으로는 외종증조부가 된다. 남편 필리프 6세는 부계로는 5촌 아저씨가 되지만, 어머니쪽으로는 필리프 6세가 외할아버지 루이 10세의 사촌동생이 된다.
사촌 형제간이었던 루이 10세는 부르고뉴 공작 로베르 2세의 딸 마가렛과 결혼했고, 필리프 6세는 부르고뉴의 로베르의 다른 딸 조안과 결혼했다. 사촌형제이면서 처가로는 동서가 된다. 그러나 조안이 죽자 필리프 6세는 다시 삼촌 루이 10세 드 에브뢰의 손녀이자 사촌형 필리프 3세 드 나바르의 딸이자 동시에 다른 사촌 형 루이 10세의 외손녀이자 처형 마가렛의 외손녀인 블랑슈 드 나바르와 재혼한 것이다.
루이 10세 드 에브뢰의 아들 필리프 3세 드 나바르와 잔느 2세 드 나바르 부부는 서로 5촌 아저씨와 조카딸이 된다. 그들의 아들 샤를 2세 드 나바르의 아들 모르탕 백작 페트로는 알랑송 백작가문의 카트린 드 알랑송과 결혼했다. 카트린 드 알랑송은 피터 2세 드 알랑송의 딸로, 샤를 드 발루아의 증손녀이자 필리프 3세의 고손녀가 된다. 페트로는 필리프 3세-루이 10세 데브뢰-필리프 3세 드 나바르-샤를 2세 드 나바르-페트로로 가계가 이어지고, 카트린 드 알랑송은 필리프 3세-샤를 드 발루아-샤를 2세 달랑송-페트로 2세 달랑송-카트린 드 알랑송으로 서로 8촌 오빠와 8촌 여동생간이 된다. 페트로는 부계로는 카트린과 8촌 남매간이지만 할머니 잔느 2세 드 나바라를 기준으로 보면 필리프 3세-필리프 4세-루이 10세-잔느 2세 드 나바라-샤를 2세 드 나바라-페트로로서, 할머니 쪽으로는 9촌 아주머니가 된다.

### 기타 근친혼
호엔촐레른지그마링겐 왕가의 카를 프리드리히와 루마니아의 마르그리트 공주는 아버지쪽으로도 8촌이지만 모계로도 8촌간이 된다. 부계로는 모두 호엔촐레른 공작 레오폴트 폰 호엔촐레른의 4대손으로, 루마니아의 마르그리트는 레오폴트 폰 호엔촐레른-페르디난트 1세-카롤 2세-미하이 1세-마르그리트 공주로 이어진다. 호엔촐레른지그마링겐 왕가의 카를 프리드리히는 레오폴트 폰 호엔촐레른-빌헬름 폰 호엔촐레른-프리드리히 폰 호엔촐레른-프리드리히 빌헬름 폰 호엔촐레른-카를 프리드리히로 이어진다. 레오폴트의 차남인 루마니아 왕 페르디난트와 장남 빌헬름은 형제간이다.
반면 마르그리트의 증조모는 에딘버러의 마리아로, 삭스코버그 공작 알프레드의 딸이며, 카를 프리드리히의 외할머니 마리아 키릴로브나의 친정어머니 빅토리아 멜리타는 삭스코버그 공작 알프레드의 딸이 된다. 루마니아 왕 페르디난트 1세와 결혼한 마리아와 프리드리히 빌헬름 폰 호엔촐레른의 처외조모 빅토리아 멜리타가 자매간으로, 마리아는 프리드리히 빌헬름의 아내 마르그리타에게 이모할머니가 된다. 따라서 호엔촐레른지그마링겐 왕가의 카를 프리드리히와 루마니아의 마르그리트 공주는 모계로도 8촌간이 된다. 라이닝겐의 마르그리타는 외할머니의 자매인 이모할머니의 남편의 형의 손자와 결혼한 셈이 된다.

## 관련 조문
제809조(근친혼 등의 금지)① 8촌 이내의 혈족(친양자의 입양 전의 혈족을 포함한다) 사이에서는 혼인하지 못한다.
② 6촌 이내의 혈족의 배우자, 배우자의 6촌 이내의 혈족, 배우자의 4촌 이내의 혈족의 배우자인 인척이거나 이러한 인척이었던 자 사이에서는 혼인하지 못한다.
③ 6촌 이내의 양부모계(養父母系)의 혈족이었던 자와 4촌 이내의 양부모계의 인척이었던 자 사이에서는 혼인하지 못한다.— 대한민국 민법 제809조

## 각국의 근친혼 금지

세계의 근친혼에 관한 법률
사촌간 혼인 가능
종교나 문화에 따라 적법성을 따짐
예외 조항을 두고 금지
법령으로 사촌간 혼인을 금지
금지
자료 없음

대한민국과 조선민주주의인민공화국은 8촌 이내의 혈족, 4촌 이내의 인척 사이에서는 혼인을 금지하는데, 이는 전세계적으로 근친금혼의 범위가 가장 넓은 편에 속한다.
중화민국은 6촌 이내의 혈족 간의 혼인을 금지하며, 그 밖에 중화인민공화국, 필리핀 등 여러 동아시아 국가들에서도 사촌까지의 결혼을 금지하고 혼인의 효력을 인정하지 않고 있다. 인도에서는 사촌 간의 결혼을 힌두교 문화에 따라 법으로 엄격히 금지하는데, 당사자 양쪽이 이슬람교도인 경우에만 허용한다. 반면, 일본, 중동(이슬람권)과 다수의 유럽 및 아메리카 국가들에서는 사촌 간의 결혼을 허용하고 있다.
미국에서 사촌 간의 결혼은 31개주가 금지하며, 19개주는 허용한다. 다만, 금지하는 주 가운데 7개주는 생식능력이 없음을 증명하는 등의 특별한 사정이 있는 경우에는 허용한다.
사촌 간의 결혼을 허용하는 국가 가운데 이슬람권 국가는 사촌 간의 결혼이 전체 혼인의 25%를 넘고, 이스라엘은 5.2%, 일본은 1.6%를 차지한다.
이슬람권에서의 사촌혼은 대부분이 부계(父系)인 친사촌 간의 혼인이고, 율법적으로 3촌 이내의 혈족과의 혼인은 철저히 금지된다. 이슬람교 율법에서는 딸에게도 아들의 2분의 1만큼 상속권을 인정했는데, 부계 중심의 아랍 사회에서는 족외혼으로 다른 부족의 사위를 맞아들일 경우 재산의 일부(딸이 상속할 재산)를 잃을 수 있다는 점 때문에 부계 가족의 재산을 지킬 의도로 이슬람교가 출현한 7세기 이후 사촌혼이 급증했다.

## 같이 보기
- 사촌결혼(영어판)
- 결혼
- 동거혼
- 동성동본
- 동성동본 금혼 관련법
- 형사취수